# Serviès

Serviès este o comună în departamentul Tarn din sudul Franței. În 2009 avea o populație de 600 de locuitori.

## Evoluția populației
| An        | 1975 | 1982 | 1990 | 1999 | 2006 | 2009 |
| --------- | ---- | ---- | ---- | ---- | ---- | ---- |
| Populație | 356  | 365  | 431  | 517  | 601  | 600  |